# Etansulfonsyra
Etansulfonsyra är en sulfonsyra med formeln C2H5SO2OH. Syrans salter och estrar kallas esylater.